# Solidarnost
Solidarnost je temeljna vrednota sindikalizma in socialne države. Gre za prostovoljno družbeno kohezijo oziroma podporo med ljudmi. Solidarni smo lahko s posameznikom, skupino ljudi, delavstvom, ljudstvom itd. Izvor besede solidarnost je v latinski besedi “solidus”, ki pomeni »trden«. S to besedo se je sčasoma označevalo ravnanje skupine ljudi, ki so v podobnem položaju (imajo podobne obveznosti in interese), imajo zato podobno usodo in so si zato med seboj naklonjeni in se med seboj »trdno ali neomajno« podpirajo. Težave posameznika so težave vseh, ki so realno v enakem položaju. Solidarni ljudje posameznika ne prepuščajo usodi, ampak mu pomagajo, da se z njihovo podporo izvleče iz težav. Solidarni ljudje torej skrbijo drug za drugega. S tem seveda avtomatično poskrbijo tudi za lastno varnost, saj lahko računajo na solidarnost drugih, če se bodo nekega dne sami znašli v težavah. 
Ker na načelu solidarnosti temelji socialna država, imajo na tej podlagi ljudje socialne pravice, ki jih lahko izterjajo v sistemih socialnega zavarovanja. Načelo solidarnosti je sistemski pristop socialnega zavarovanja. Solidarnost torej ni isto kot dobrodelnost, čeprav gre v obeh primerih za pomoč ljudem. Dobrodelnost namreč ni sistemski pristop, ampak je občasna prostovoljna pomoč posameznikov in organizacij.  